# Calonectris
A Calonectris a madarak (Aves) osztályának a viharmadár-alakúak (Procellariiformes) rendjébe, ezen belül a viharmadárfélék (Procellariidae) családjába tartozó nem.

## Rendszertani besorolásuk
A Calonectris-fajokat a rokon kergueleni hojszával (Aphrodroma brevirostris), valamint a Pseudobulweria- és a Puffinus-fajokkal együtt, egyes rendszerezők a viharmadárfélék családján belül egy külön csoportba, az úgynevezett vészmadarakba gyűjtik össze.

## Rendszerezés
A nembe az alábbi 4 élő faj és talán 2 fosszilis faj tartozik:
- Cory-vészmadár (Calonectris borealis) (Cory, 1881)[1] - korábban azonosnak tartották a mediterrán vészmadárral
- mediterrán vészmadár (Calonectris diomedea) (Scopoli, 1769)[2]
- zöld-foki vészmadár (Calonectris edwardsii) (Oustalet, 1883)[3] - korábban úgy vélték, hogy a C. borealis alfaja
- Calonectris leucomelas Temminck, 1835[4]
- †Calonectris krantzi - kora pliocén
- †Calonectris wingatei - középső pleisztocén

### Fordítás
- Ez a szócikk részben vagy egészben  a   Calonectris című angol Wikipédia-szócikk ezen változatának fordításán alapul.  Az eredeti cikk szerkesztőit annak laptörténete sorolja fel. Ez a jelzés csupán a megfogalmazás eredetét és a szerzői jogokat jelzi, nem szolgál a cikkben szereplő információk forrásmegjelöléseként.